# Metyklotiazyd
Metyklotiazyd (łac. methyclothiazidum) – wielofunkcyjny organiczny związek chemiczny, pochodna benzotiadiazyny, tiazydowy lek moczopędny, stosowany w leczeniu nadciśnienia tętniczego, blokujący symporter sodowo-chlorowy w kanaliku dystalnym.

## Mechanizm działania
Chlorotiazyd blokuje symporter sodowo-chlorowy w kanaliku dystalnym nefronu. Efektem jest hamowanie zwrotnego wchłaniania sodu, co powoduje zwiększone wydalanie sodu, chloru, wody, jonów wodorowych, potasowych i magnezowych oraz zmniejszone wydalanie jonów wapniowych.

## Zastosowanie
Metyklotiazyd jest stosowany w preparatach złożonych, w następujących wskazaniach:
- nadciśnienie tętnicze[5]

W 2016 roku metyklotiazyd nie był dopuszczony do obrotu w Polsce.

## Działania niepożądane
Profil bezpieczeństwa metyklotiazydu jest podobny do chlorotiazydu, jednakże działania uboczne występują rzadziej i mają mniejsze nasilenie.